# Andrena kansuensis
Andrena kansuensis là một loài Hymenoptera trong họ Andrenidae. Loài này được Alfken mô tả khoa học năm 1936.